# Sam Johansson
Lars Lennart Samuel "Sam" Johansson, född 12 oktober 1907 i Tierps församling i Uppsala län, död 4 oktober 1970 i Borås Caroli församling, var en svensk målare och grafiker.
Han var son till lantbrukaren Lars Johansson och Kristina Olsson. Han studerade konst vid Konstgillets målarskola i Borås och bedrev självstudier under resor till Frankrike och Danmark. Tillsammans med en konstnärskollega genomförde han en större utställning på Konstgalleriet i Borås 1947. Han medverkade i samlingsutställningar arrangerade av Borås och Sjuhäradsbygdens konstförening samt med olika lokala konstföreningar. Hans målningar är fantasibetonade och i figurmåleriet arbetade han ofta med kompositioner av symboliskt innehåll utförda i gouache, träsnitt eller som grafiska blad. 